# Abdelkader Ben Hassen
Abdelkader Ben Hassen (ar. عبد القادر بلحسن; ur. 24 września 1969 w Tunisie) – tunezyjski piłkarz grający na pozycji napastnika. W swojej karierze rozegrał 15 meczów i strzelił 5 goli w reprezentacji Tunezji.

## Kariera klubowa
Swoją karierę piłkarską Ben Hassen rozpoczął w klubie CO Transports. W 1992 roku przeszedł do Espérance Tunis, a niedługo potem wypożyczono go do CA Bizertin. W sezonie 1993/1994 przebywał na wypożyczeniu w saudyjskim Al-Ahli Dżudda. W latach 1994–1997 grał w Espérance. W 1997 roku zdobył z nim Puchar CAF i Puchar Tunezji. W sezonie 1997/1998 ponownie był wypożyczony do CA Bizertin. W sezonie 1998/1999 występował w Espérance, z którym wywalczył mistrzostwo Tunezji oraz zdobył Puchar Tunezji. W latach 1999–2001 grał w CO Transports, w którym zakończył karierę.

## Kariera reprezentacyjna
W reprezentacji Tunezji Ben Hassen zadebiutował 4 czerwca 1995 w wygranym 1:0 meczu kwalifikacji do Pucharu Narodów Afryki 1996 z Togo, rozegranym w Lomé i w debiucie strzelił bramkę. W 1996 roku powołano go do kadry na Puchar Narodów Afryki 1996. Na tym turnieju rozegrał trzy mecze: grupowe z Mozambikiem (1:1) i z Wybrzeżem Kości Słoniowej (3:1, strzelił gola) oraz ćwierćfinale z Gabonem (1:1, k. 4:1). Z Tunezją wywalczył wicemistrzostwo Afryki. Od 1995 do 1998 rozegrał w kadrze narodowej 15 meczów i strzelił 5 goli.